# Samaw'al ibn 'Adiya
Samaw'al ibn 'Adiya sau As-Samaw'al ibn 'Adiya (în arabă:السموأل بن عادياء, în ebraică שמואל בן עדיה Shmuel Ben Adiya, prima jumătate a secolului al VI-lea, decedat probabil prin 560) a fost un poet evreu de limbă arabă și comandant militar, care a trăit în nordul Peninsulei Arabice. 
Membru al tribului Banu Harith, ai cărui membri s-au convertit la iudaism în sudul Arabiei iar ulterior, au migrat spre nord, în locurile unde s-a născut și a trăit Samaw'al însuși.  A rămas în tradiția arabă, începând din evul mediu islamic, ca un simbol de loialitate, consacrat de expresia  "awfá min as-Samaw’al" (أوفى من السموأل (Mai loial decât As-Samaw'al)

## Biografie
Mama sa era din tribul nobil Ghassan, în vreme ce tatăl său era din ginta Banu Alrayan, care făcea parte din tribul Banu Harith bin Ka'b din Qahtan, Yemen.
Samaw'al s-a făcut vestit ca poet, între altele, prin poezia în care a replicat la remarca unei prințese care și-a afirmat disprețul pentru seminția sa sub motivul că este puțin numeroasă. În această poezie, Samaw'al se mândrește cu trecutul gintei sale Banu Alrayan, și cu ascensiunea ei la conducerea tribului.  
Înainte de a părăsi Yemenul, ginta sa dăduse regi Nadjranului și la un moment dat, a deținut supremația în Yemen, înainte de anii cand o parte din membrii ei au trecut la religia iudaică și au migrat spre nordul Arabiei. Poetul își urmărește  genealogia până la tribul Banu Aldayan.
Samaw'il deținea un castel lângă Taima (la 8 ceasuri nord de Medina), pe care l-a construit bunicul sau patern 'Adiya. Clădirea, care din cauza culorii ei mixte se chema Al-Ablaq, se înălța pe un deal înalt și găzduia drumeți în drumul spre și dinspre Siria (Sham)
În versurile sale nu apar aluzii sau mărturii despre legătura sa cu iudaismul.

## Pildă de loialitate
Mai mult decât prin talentul sau poetic, faima lui Samaw'al s-a datorat legăturii lui cu poetul luptător și prințul Imru' al-Qais, ceea ce i-a adus epitetul de „cel fidel” și a generat expresia arabă „mai fidel decât Samaw'al”.
Imru' al-Qais  a fost abandonat de oamenii săi în lupta sa cu tribul Banu Assad, care era menită să răzbune moartea tatălui său, și ajunsese să fie urmărit de conducătorul lahmid Al No'man Ibn Al-Munthir Ibn Ma' al-Sama', vasal al Persiei sasanide. În aceste imprejurări el a pribegit de la un trib la altul pentru a căpăta adăpost, precum și sprijin în misiunea sa de a-și redobândi moștenirea. Ajungând la oamenii din Banu Fazara, șeful acestora l-a sfătuit să-l caute pe Samaw'al ibn 'Adiya' în castelul său Al-Ablaq, fiindcă deși a văzut în viața sa pe împăratul Grecilor (adică al Bizanțului) și a vizitat regatul lahmid din Hira, niciunde nu a văzut adăpost mai potrivit pentru cei în nevoie și nici o gazdă mai loială ca stăpânul acelui castel.  Amru al-Qais, care era însoțit de fiica sa , Hind,și de un văr al său,avea cu el și cinci lăzi cu armuri și arme, a pornit de îndată la drum spre castelul lui Samaw'al. Pe drum el și călăuza sa au compus o poezie în care elogiau pe viitorul protector.  
Samaw'al i-a primit în adevăr frumos, a pus să se ridice de îndată fetei un cort din piei, iar pe bărbați i-a primit în palatul său. După ce au stat acolo o vreme, după voința lui Allah, Amru al-Qais, care voia să obțină ajutor de la împăratul Iustinian I, a rugat gazda să-i scrie o epistolă pentru prințul gasanid Harith ibn Abi Shamir, care i-ar prinde bine în drum. Imru' al-Qais a pornit la drum, lăsându-și fiica, vărul și armurile în paza lui Samaw'al și nu s-a mai întors niciodată. După tradiția arabă, în drumul la întoarcere din Constantinopol, el a fost otrăvit din porunca lui Iustinian, care a dat crezare acuzațiilor mincinoase împotriva sa.
După ce Amru al-Qais părăsise Al-Ablaq, prințul Al Munthir, nu se știe dacă înainte sau după moartea lui Amru, l-a trimis pe Harith la Samaw'al cu porunca să-i dea lucrurile ce i le lăsase acela în chezășie. Când Samaw'al a refuzat Harith i-a asediat castelul. Asediul s-a prelungit până ce într-o zi Hairth l-a capturat pe fiul lui Samaw'al, care după povestirea din „Kitab al-Aghani”, tocmai se întorsese de la vânătoare. Harith l-a chemat atunci pe Samaw'al și i-a cerut să aleagă între predarea obiectelor lăsate de Amru al-Qais și între uciderea fiului său sub privirea sa. Samaw'al a răspuns că fiul său mai are niște frați, în schimb dacă își va pierde onoarea, aceasta nu va mai putea fi recâștigată. Harith a tăiat atunci, pe loc, capul băiatului, în fața nefericitului său tată, și s-a retras, înțelegând ca nu mai avea ce face în fața așa unei îndărătnicii. Au rămas câteva versuri transmise de mai mulți autori arabi, în care Samaw'al își comenta fapta.    
O descriere a castelului Al-Ablaq  a rămas scrisă de condeiul poetului A'sha (Yaqut, 96), care credea că e vorba de însuși Templul lui Solomon. 
Se povestește ca odată A'sha  a căzut prizonier împreună cu alți arabi și a fost dus la castelul de la Taima, care aparținea în vremea aceea fiului lui Shamaw'al, Shuraih ibn Samaw'al. Acesta din urmă nu știa cine se află printre captivi. La un moment prielnic, când Shuraih se afla în vecinătate, A'sha a început să recite o poezie în care a proslăvit fapta lui Samaw'al și a cerut fiului acestuia să se poarte în acelaș spirit și să-l pună în libertate.  Shuraih l-a slobozit și i-a permis sa plece, nu înainte de a-i dărui o cămilă dintre cele mai agile. 
Shuraih însuși, fratele său Djarid, precum și nepotul lui Samaw'al, Sa'ba, au fost cu toții poeți.

## In memoriam
- În Israel, la Ierusalim (între Muzeul Rockefeller și Muntele Scopus), la Tel Aviv-Yafo - în Jaffa - și la Haifa străzi îi poartă numele.
- Un căntec de muzica ușoară ebraic de muzicianul israelian "Ratz beYafo" de Shay Nobelman, evoca personajul Shamaw'al ibn Adiya